# 재커리 베넷
재커리 베넷(Zachary Bennett, 1980년 2월 17일 ~ )은 캐나다의 배우이다.

## 작품 목록
- 해커
- 내 사랑